# Trichomalus cupreus
Trichomalus cupreus é uma espécie de insetos himenópteros, mais especificamente de vespas parasíticas pertencente à família Pteromalidae.
A autoridade científica da espécie é Delucchi & Graham, tendo sido descrita no ano de 1956.
Trata-se de uma espécie presente no território português.